# Big Boys Don't Cry (canción de Blue System)
Big Boys Don't Cry (Los chicos grandes no lloran) es el segundo sencillo del álbum debut de Blue System, Walking On A Rainbow. Es publicado en 1988 por Hanseatic M.V. y distribuido por BMG. La letra, música, arreglos y producción pertenecen a Dieter Bohlen, La coproducción estuvo a cargo de Luis Rodriguez. El diseño de la carátula del sencillo fue responsabilidad de Lene Olsen.

## Sencillos
7" Single Mega Records MRCS 2305, 1988
1. Big Boys Don't Cry 3:12
2. G.T.O. 3:28

## Créditos
- Composición - Dieter Bohlen
- Productor, arreglos - Dieter Bohlen
- Coproductor - Luis Rodriguez
- Diseño de portada - Lene Olsen